# Megasternum punctulatum
Megasternum punctulatum är en skalbaggsart som beskrevs av Horn 1890. Megasternum punctulatum ingår i släktet Megasternum och familjen palpbaggar. Inga underarter finns listade i Catalogue of Life.